# Alexandra Berlin
Alexandra Berlin (* 1988 in Leningrad, Sowjetunion, als Alexandra Rojkov) ist eine deutsche Journalistin.

## Werdegang
Alexandra Berlin, damals noch mit dem Familiennamen Rojkov, kam im Frühjahr 1992 aus der Sowjetunion gemeinsam mit ihren Eltern und ihrem Zwillingsbruder als jüdische Kontingentflüchtlinge nach Deutschland. Nach einem Jahr in einem Flüchtlingsheim bei Ludwigsburg wuchs sie in Benningen am Neckar auf. Am Friedrich-Schiller-Gymnasium Ludwigsburg legte sie ihr Abitur ab.
Berlin begann zunächst ein Studium der BWL und Arabistik, wovon sie rund ein Jahr an der Universität Kairo verbrachte. 2010 brach sie ihr Studium ab und absolvierte stattdessen die Henri-Nannen-Journalistenschule in Hamburg. 2012 verbrachte sie mit einem Trialog-Stipendium der BMW Stiftung Herbert Quandt vier Monate in Jerusalem und zwei Monate in Tel Aviv. Für die Deutsche Presse-Agentur arbeitete sie als Nahost-Korrespondentin. 2014 erhielt Berlin ein Seminyak-Stipendium von reporter-forum.de, Claus Kleber, Dirk Kurbjuweit und Beate Lakotta, das sie für die Reportage „Die Mütter des Menschenhandels“ über Prostitution und Menschenhandel nutzte. Auch die Stiftung für deutsch-polnische Zusammenarbeit vergab 2014 ein Recherchestipendium an Alexandra Berlin. Gefördert durch die Michael-Jürgen-Leisler-Kiep-Stiftung absolvierte Berlin 2015 ein USA-Stipendium. Von Herbst 2015 an arbeitete Berlin als freie Journalistin unter anderem für F.A.Z., NZZ, Zeit Online, SZ-Magazin und die taz. Seit Juni 2019 ist sie Redakteurin im Auslandsressort des Spiegel. 2024 war sie Co-Autorin des achtteiligen Doku-Podcasts Judging Amanda Knox.
2014 zählte das Medium Magazin Berlin zu den „Top-30 bis 30“ der deutschen Journalisten. 2015 wurde Berlin für ihre Reportage „Hol’ mich hier raus!“ für den Axel-Springer-Preis nominiert. 2016 wählte das Forbes Magazine Berlin zu den 30 besten europäischen Journalisten unter 30 Jahren. Berlins Reportage „Glaubst du, dass du mir helfen kannst?“ wurde 2016 in die Short-List des Egon-Erwin-Kisch-Preises aufgenommen. 2019 wurde Berlin von Aktion Deutschland Hilft für ihre drei Reportagen aus Niger „Wenn die Ärmsten Flüchtlingen helfen“, „Die Frau, die flüchten darf“ und „Das Land der Krisenkinder“ für den Journalistenpreis humanitäre Hilfe nominiert. Für den Nannen Preis 2019 war Berlin gleich zweimal nominiert: Mit der Reportage „Schicksalswahl“ in der Kategorie „Dokumentation“ sowie in der Kategorie „Investigation“ gemeinsam mit Journalisten von Correctiv, Die Zeit, Republik und Addendum für die Recherchen zu den CumEx-Files.
In einem Spiegel-Artikel vom 12. November 2023 erklärte sie, ihren russischen Namen abgelegt und den Geburtsnamen ihrer Großmutter, Berlin, durch eine behördliche Namensänderung angenommen zu haben, weil sie „mit dem Angriffskrieg auf die Ukraine nichts zu tun haben möchte“.

## Auszeichnungen
- 2015: BIGSAS Journalistenpreis[25] für „Chris’ Reise zu den Sternen“, veröffentlicht im Hochschulanzeiger[26] und in NZZ Campus
- 2015: CNN Journalist Award[27] für „Glaubst du, dass du mir helfen kannst?“[28]
- 2016: Konrad-Duden-Journalistenpreis (2. Preis)[29] für „Glaubst du, dass du mir helfen kannst?“
- 2017: Bergwelten-Jungjournalist[30] für „Der alte Mann, der Berg und ich“ in CORD[31]
- 2019: Peter-Boenisch-Gedächtnispreis des Petersburger Dialogs[32] für die Reportage „Die Heimkehr“ über das Flüchtlingsheim, in dem sie als Vierjährige ihre erste Zeit in Deutschland verbrachte[1]
- 2019: Deutscher Reporterpreis in der Kategorie „Investigation“[33] für die Recherchen zur Ibiza-Affäre im Team des Spiegel und der Süddeutschen Zeitung
- 2020: Nannen Preis in der Kategorie „Beste investigative Leistung“[34] für die Recherchen zur Ibiza-Affäre im Team des Spiegel und der Süddeutschen Zeitung
- 2020: Axel-Springer-Preis für junge Journalisten in Silber für die Reportage „202499“, veröffentlicht im SZ-Magazin
- 2022: Deutscher Reporter:innenpreis in der Kategorie „Beste Reportage“ für „Der letzte Zeuge“